# Liliorila
Le liliorila  est un cépage métis de France produisant des raisins blancs.

## Étymologie
Liliorila signifie probablement en basque « la fleur jaune » (lili hori). Lili est la « fleur » et horia est la couleur « jaune ». Les deux mots rassemblés, un L aurait été ajouté pour peut-être respecter la transition phonétique basque qui existe entre le « i » et le « a » . Oria étant aussi le nom d'une rivière passant par Lasarte-Oria au Pays basque. Ces deux mots ne se rassemblent pas dans l'écriture courante, l'auteur les a unis pour créer un nouveau nom.

## Origine et répartition géographique
Le  liliorila est une obtention du basque Pierre Marcel Durquety du Institut national de la recherche agronomique de Bordeaux. L'origine génétique est vérifiée et c'est un croisement des cépages Baroque et Chardonnay réalisé en 1956. Le cépage est recommandé ou autorisé dans la majorité des départements viticoles en Aquitaine. En France il couvre quelques hectares (1998). 
Pierre Marcel Durquety, Chargé de recherches, a réalisé de nombreux croisements intraspécifiques entre 1950 et 1980 dont sept variétés sont inscrits officiellement au catalogue des cépages, dont quatre rouges (Arinarnoa, Egiodola, Ekigaïna, Semebat) et trois blanches (Arriloba, Liliorila, Perdea).

## Caractères ampélographiques
- Extrémité du jeune rameau moyen, cotonneux blanc à liseré rose, nervures vertes apparentes.
- Jeunes feuilles dressée, repliée en gouttière. Dessus cotonneux blanc doré. Nervures vertes apparentes dessous.
- Feuilles adultes, entière ou trilobée. Sinus pétiolaire en lyre à bords superposés, sinus latéral inférieur en U, des dents anguleuses, moyennes,  un limbe aranéeux - pubescent.

## Aptitudes culturales
La maturité est de première époque : avec le chasselas.

## Potentiel technologique
Les grappes  sont petites à moyennes et les baies sont de taille  petite. La grappe est cylindrique et de compacité moyenne. Le cépage est moyennement vigoureux et s'il est conduit à taille Guyot ou au cordon palissé, la production est faible mais régulière. Il est assez sensible à la pourriture grise.
Le vin blanc est assez gras, bouqueté et fruité n'ayant peu d'acide., titrant de 10 à 11,54 % vol alcool. C’est une variété très adaptée pour produire des vins liquoreux botrytisés.

## Synonymes
néant